# ウィジェット (GUI)

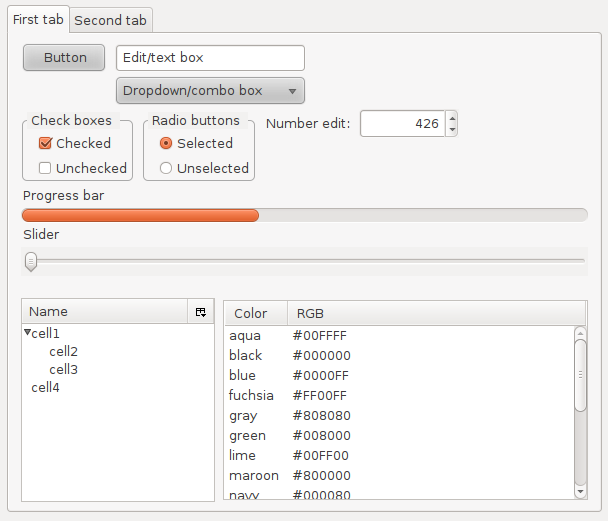
各種GUIウィジェット

ボタン

ラジオボタン

チェックボックス

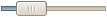
スライダー

テキストボックス

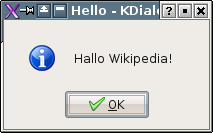
ダイアログボックス

ウィジェット（英: Widget）は、グラフィカルユーザインタフェース（GUI）を構成するインタフェース部品の総称である。コントロールとも。
ウィジェットの一例としてウィンドウやテキストボックスが挙げられる。ウィジェットは物理的な対応物との関連で分類されることもある。例えば、マウスカーソルでクリックされる仮想ボタンと、指で押す物理的なボタンといった対応である。
ウィジェットは、ウィジェット・ツールキットの形態でまとめて提供されることが多い。プログラマはウィジェットを組み合わせてGUIを構築する。

## 語源
英語の一般名詞である widget は「（名前の分からない）小型装置、部品、仕掛け」を意味する。ここから派生してGUIの分野ではGUI部品をウィジェットと呼ぶようになった。これは1980年代のProject Athenaが最初である。「他の類似の用語には不適切な意味が内包されているため」この単語が選ばれた。また、このプロジェクトのIntrinsicsツールキット（いわゆる Xtライブラリ）は、X Window System 上でウィンドウと各ウィジェットを関連付けたため、ウィンドウ (window) と同じ接頭部の用語が選ばれたという。

## 主なウィジェット

### 選択
- ボタン — 押す（クリックする）ことで何らかの選択をするウィジェット
  - トグルボタン — 押すたびに状態が変化する（冪等ではない）
  - ラジオボタン — 複数の選択肢から1つを選ぶ
  - チェックボックス — ラジオボタンと類似したウィジェット。ボタンの一種ではないとされることがある。
- スライダー — スクロールバーに似ているが、何らかの値を設定するのに使われるウィジェットであって、スクロールのためのものではない。
- リストボックス — リスト状のアイテムから1つ以上のアイテムを選択するウィジェット
- スピンボタン
- ドロップダウンリスト — 通常時は選択されたアイテムのみを表示しているリストボックスに類似したウィジェット
- メニュー
  - コンテキストメニュー — あるアイテムをクリックしたときポップアップされるメニュー
- ツールバー — 縦または横に一列に並んだボタンやアイコンで構成されるウィジェット
- コンボボックス — テキストボックスにメニューやリストボックスが追加されたもの
- アイコン
  - バナー — アイコンに広告などのデザインを挿入したもの
- ツリービュー — ファイルマネージャなどによく使われる木構造を表すウィジェット
- グリッドビュー — 配列に対応した表形式のウィジェット

### 誘導
- タブ — フォルダのタブを模したウィジェット。画面上の同じ領域に様々なものを切り換えて表示する。
- スクロールバー — 画面上のある領域にそれ以上の大きな情報を表示するのに使われるウィジェット。

### テキスト入力
- テキストボックス — ユーザがテキスト（文字列）を入力するためのウィジェット
- コンボボックス — テキストボックスにメニューやリストボックスが追加されたもの

### 出力
- ラベル — テキストを表示するための静的なウィジェット
- ツールチップ — マウスカーソルがアイテムを指しているときに表示されるウィジェット
- バルーンヘルプ — ツールチップに類似したウィジェット
- ステータスバー — 通常ウィンドウの最下部にあって、各種情報を表示するウィジェット
- プログレスバー — 何らかのタスクの進行状況を表示するウィジェット
- 情報バー — ブラウザでツールバーの下に表示されるウィジェット。ダイアログボックスと似ているが、ユーザ作業を邪魔しないということで、ダイアログより好まれるようになってきている。

### ウィンドウ
- モーダルウィンドウ — ユーザが何らかの応答を返さないと親ウィンドウに制御を返さない子ウィンドウ
- ダイアログボックス — エラーメッセージなどの情報をユーザに伝えるウィンドウ。モーダルウィンドウとなっていることが多い。
- パレットウィンドウ — 各種機能を表した子ウィンドウ（ユーティリティウィンドウとも）